# 岸和田市立朝陽小学校
岸和田市立朝陽小学校（きしわだしりつ ちょうようしょうがっこう）は、大阪府岸和田市上野町西にある公立小学校。

## 沿革
- 1902年（明治35年）4月1日 - 沼野村尋常小学校として創立。
- 1902年（明治35年）11月1日 - 朝陽尋常小学校と改称。
- 1909年（明治42年）4月5日 - 朝陽尋常高等小学校と改称。
- 1923年（大正12年）2月1日 - 岸和田市立朝陽尋常小学校と改称。同日を創立記念日とする。
- 1941年（昭和16年）4月1日 - 国民学校令により、岸和田市立朝陽国民学校と改称。
- 1947年（昭和22年）4月1日 - 学制改革により、岸和田市立朝陽小学校と改称。
- 1953年（昭和28年）6月10日 - 岸和田市立朝陽幼稚園を併設。
- 1958年（昭和33年）3月13日 - 鉄筋3階建1棟、本館鉄筋2階建1棟、鉄筋2階建1棟（延1093坪）竣工。
- 1983年（昭和58年）2月23日 - 鉄筋2階建1棟特別教室完成。
- 1994年（平成6年）3月29日 - 鉄筋2階建1棟（南館）工事完了。
- 1997年（平成9年）2月25日 - 港緑町が、本校学区となる。
- 2002年（平成14年）2月3日 - 創立100周年記念式典挙行。
- 2010年（平成22年）10月31日 - A・B棟工事完了（教室棟）。
- 2012年（平成24年）
  - 1月31日 - C・D棟工事完了（管理棟・体育館）。
  - 2月4日 - 校舎改築完成記念式典挙行。

## 通学区域
- 上野町東、上野町西、下野町1～5丁目、岸野町、並松町、臨海町、港緑町、沼町[1]

※卒業後は基本的に岸和田市立野村中学校に進学する。